# بيتر مايكل هامل
بيتر مايكل هامل (بالألمانية: Peter Michael Hamel)‏ هو أستاذ جامعي وعازف بيانو وملحن ألماني، ولد في 15 يوليو 1947 في ميونخ في ألمانيا.

## وصلات خارجية
- الموقع الرسمي
- بيتر مايكل هامل على موقع مونزينجر (الألمانية)
- بيتر مايكل هامل على موقع ميوزك برينز (الإنجليزية)
- بيتر مايكل هامل على موقع ديسكوغز (الإنجليزية)